# Antonio Napoletano
Antonio Napoletano (Nocera Inferiore, 8 giugno 1937 – Teggiano, 25 marzo 2019) è stato un vescovo cattolico italiano.

## Biografia
Nacque a Nocera Inferiore, sede vescovile in provincia di Salerno, l'8 giugno 1937.

### Formazione e ministero sacerdotale
Entrò giovanissimo nella Congregazione del Santissimo Redentore: il 29 settembre 1953 emise la prima professione a Sant'Angelo a Cupolo, mentre cinque anni più tardi quella perpetua a Ciorani.
Il 19 marzo 1961 fu ordinato presbitero a Pagani.
Dopo l'ordinazione insegnò greco e storia della filosofia a Sant'Angelo a Cupolo fino al 1962. Studiò quindi scienze naturali al Pontificio istituto superiore di scienze e lettere di Santa Chiara a Napoli, dal 1962 al 1964; da quell'anno ricoprì gli incarichi di socio degli studenti e professore di diritto canonico, storia civile e scienze naturali presso Colle Sant'Alfonso. Per cinque anni, dal 1966 al 1971, approfondì i suoi studi: ottenne dapprima la licenza in teologia alla sezione "San Luigi" della Pontificia facoltà teologica dell'Italia meridionale, poi il diritto alla tesi in teologia spirituale, e la laurea in pedagogia a Roma.
Nel 1971 tornò a Colle Sant'Alfonso, dove fu prefetto degli studenti e docente di teologia spirituale e pastorale. Trasferito a Napoli, fu consigliere provinciale e segretario dal 1972 al 1978. Nel 1978 divenne superiore a Colle Sant'Alfonso, dove fu nuovamente insegnante. Nel 1984 il capitolo provinciale lo elesse superiore provinciale della provincia napoletana, mentre nel 1987 assunse gli incarichi di presidente del comitato regionale della Conferenza italiana superiori maggiori (CISM) per la Campania e la Basilicata e di membro dell'Ufficio nazionale per la cooperazione missionaria tra le Chiese della Conferenza Episcopale Italiana. Nel 1994 diventò rettore del santuario di San Gerardo Maiella a Materdomini.

### Ministero episcopale
Il 19 novembre 1994 papa Giovanni Paolo II lo nominò vescovo di Sessa Aurunca; succedette ad Agostino Superbo, nominato vescovo di Altamura-Gravina-Acquaviva delle Fonti. Il 6 gennaio 1995 ricevette l'ordinazione episcopale, nella basilica di San Pietro in Vaticano, per imposizione delle mani dello stesso pontefice, co-consacranti gli arcivescovi Giovanni Battista Re e Jorge María Mejía (poi entrambi cardinali). L'11 febbraio successivo prese possesso della diocesi.
Il 25 giugno 2013 papa Francesco accolse la sua rinuncia, presentata per raggiunti limiti di età, al governo pastorale della diocesi di Sessa Aurunca; gli succedette Orazio Francesco Piazza, del clero di Cerreto Sannita-Telese-Sant'Agata de' Goti. Rimase amministratore apostolico della diocesi fino all'ingresso del successore, avvenuto il 4 ottobre seguente.
Da vescovo emerito si ritirò, su invito del vescovo redentorista Antonio De Luca, presso l'episcopio di Teggiano.
Morì a Teggiano il 25 marzo 2019, all'età di 81 anni. Dopo le esequie, celebrate il 27 marzo dal cardinale Crescenzio Sepe nella basilica di Sant'Alfonso a Pagani, fu sepolto nel cimitero della stessa cittadina.

## Genealogia episcopale
La genealogia episcopale è:
- Cardinale Scipione Rebiba
- Cardinale Giulio Antonio Santori
- Cardinale Girolamo Bernerio, O.P.
- Arcivescovo Galeazzo Sanvitale
- Cardinale Ludovico Ludovisi
- Cardinale Luigi Caetani
- Cardinale Ulderico Carpegna
- Cardinale Paluzzo Paluzzi Altieri degli Albertoni
- Papa Benedetto XIII
- Papa Benedetto XIV
- Papa Clemente XIII
- Cardinale Enrico Benedetto Stuart
- Papa Leone XII
- Cardinale Chiarissimo Falconieri Mellini
- Cardinale Camillo Di Pietro
- Cardinale Mieczysław Halka Ledóchowski
- Cardinale Jan Maurycy Paweł Puzyna de Kosielsko
- Arcivescovo Józef Bilczewski
- Arcivescovo Bolesław Twardowski
- Arcivescovo Eugeniusz Baziak
- Papa Giovanni Paolo II
- Vescovo Antonio Napoletano, C.SS.R.